# Союзна рішучість-2022
«Сою́зна рішу́чість-2022» (біл. Саюзная рашучасць-2022, Sajuznaja rašučasć-2022, рос. Союзная решимость-2022) — спільні навчання Збройних сил Російської Федерації та Республіки Білорусь, які проводилися з 10 по 20 лютого 2022 року (фактично були подовжені до 24 лютого та стали підґрунтям для подальшого російського вторгнення в Україну. Вважається початком російської окупації Білорусі.

## Цілі
Рішення про спільні російсько-білоруські навчання «Союзна рішучість-2022» було прийнято в грудні президентами Росії та Білорусі Володимиром Путіним та Олександром Лукашенком.
18 січня 2022 року на брифінгу для іноземних військових аташе заступник міністра оборони РФ Олександр Фомін повідомив, що цілями навчань є проведення позапланової перевірки військ та відпрацювання різних варіантів спільних дій щодо нейтралізації загроз та стабілізації обставин на кордонах Союзної держави Росії та Білорусі . Підготовка військ і сил до дій не тільки у своїх межах відповідальності, але й до розв'язання задач, що раптово виникають, з локалізації кризових ситуацій на будь-яких напрямках.
Важлива частина навчань — оцінка можливостей транспортної інфраструктури із забезпечення перевезення військ під час перекидання російських частин територію Білорусі. У зв'язку з цим у навчаннях від Росії беруть участь органи управління та підрозділи Східного військового округу (Далекий Схід та Східний Сибір).
У Міноборони РФ наголосили, що вся інформація, оприлюднена Олександром Фоміним іноземним військовим аташе під час брифінгу, була надана російським військовим відомством «в рамках добровільної транспарентності».

## Чисельність сил
Про чисельність військових, залучених у навчаннях, оголошено не було. Міністр оборони РФ Сергій Шойгу заявив, що кількість учасників маневрів та основних систем озброєння не перевищує параметрів, встановлених Віденським документом 2011 року. У зв'язку з цим Росія та Білорусія не були зобов'язані повідомляти іноземних партнерів про навчання.
За інформацією постійного представника США при ОБСЄ Майкла Карпентера станом на 18 лютого 2022 року Росія зосередила біля кордону з Україною та на тимчасово окупованих українських територіях від 169 тис. до 190 тис. військовослужбовців. Ця оцінка включає військові частини вздовж кордону, у Білорусі та в окупованому Криму; Нацгвардію РФ та інші підрозділи внутрішньої безпеки, дислоковані в цих районах; та керовані Росією сили на сході України.

## Легенда
Офіційно легенда навчань не розголошувалася. Висловлювалися думки, що за сценарієм на Білорусь нападає з боку чотирьох сусідніх держав. З півночі її атакують Няріс, Поморія та Клопія. З півдня на білоруську територію віроломно вдирається Дніпровія. Проте російські та білоруські війська дають рішучу відсіч агресорам. Няріс, Поморія та Клопія в легенді ймовірно відповідають Литві, Латвії та Естонії, а Дніпровія — Україні.

## Хід навчань

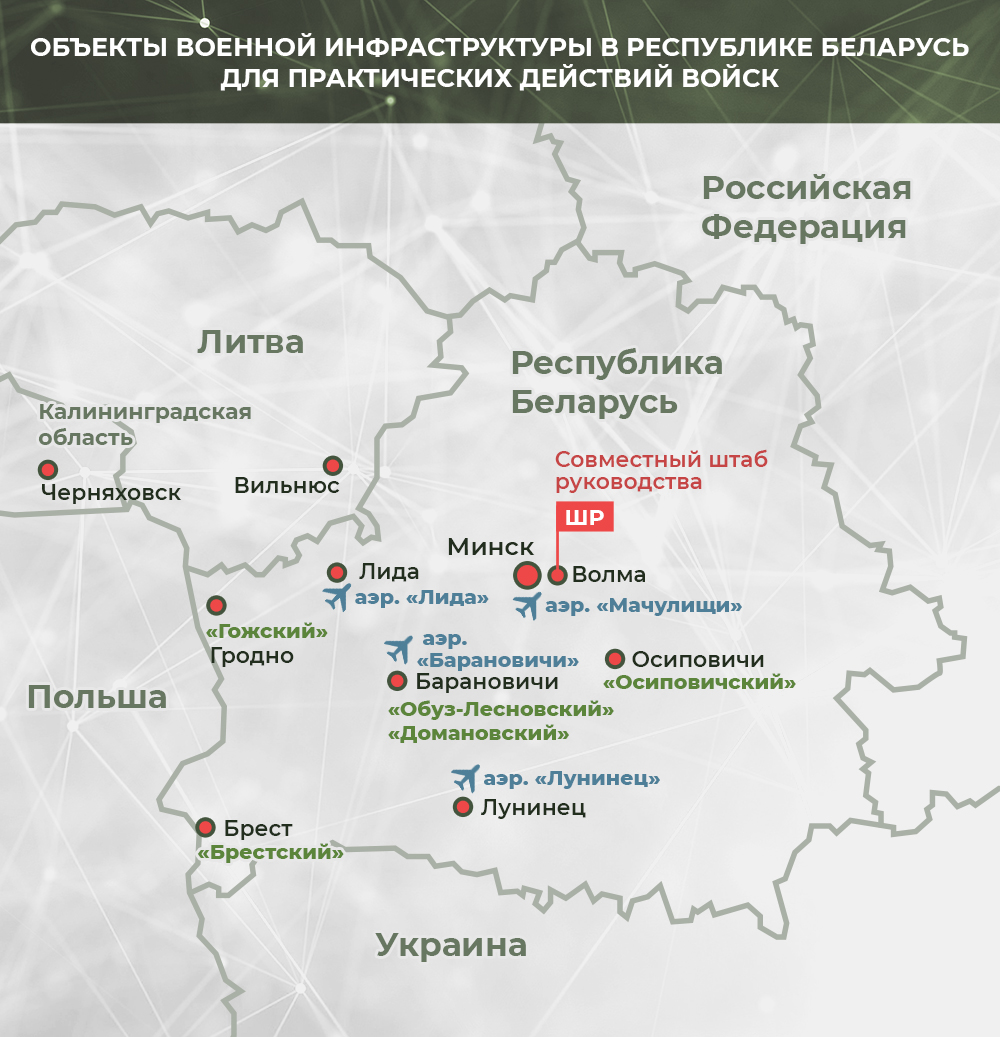

В рамках навчань на територію Білорусі було перебазовано 12 літаків Су-35, а також літаки Су-25СМ, два дивізіони систем ППО С-400 та дивізіон зенітних ракетно-гарматних комплексів «Панцир-С».
Маневри проходили на білоруських полігонах Доманівський, Гозький, Обуз-Лесновський, Брестський та Осиповичський, а також на летовищах Барановичі, Лунинець, Ліда та Мачулищі. До навчання залучалися органи управління, підрозділи та військові частини Східного військового округу та збройних сил Республіки Білорусь.
Війська Східного військового округу та ВДВ, що брали участь у навчанні «Союзна рішучість», у взаємодії з білоруськими збройними силами відпрацьовували питання зображення агресії проти Союзної держави в ході оборонної операції. В оперативно-важливих районах Світового океану та акваторіях морів, що прилягають до території Росії, проводилася серія військово-морських навчань, у яких були залучені надводні кораблі, підводні човни та морська авіація.
12 лютого в Чорному морі розпочалися маневри за участю понад 30 кораблів, авіації та берегових військ .
14 лютого міністр оборони РФ Сергій Шойгу повідомив на зустрічі з президентом РФ Володимиром Путіним, що російські військові проводять низку навчань, деякі з них завершилися, інші близькі до завершення. За його словами, «навчання проводить Західний військовий округ, практично на всіх флотах — це і в Баренцевому морі, Чорному морі, Балтійському морі, Тихоокеанський флот».
15 лютого Чорноморський флот повідомив, що на маневрах у Чорному морі відбулися артилерійські стрільби. Кораблі відпрацювали питання оборони узбережжя Кримського півострова, пунктів базування сил ЧФ, морських комунікацій та районів морської економічної діяльності .
15 лютого підрозділи Західного та Південного військових округів, що виконали завдання, розпочали повернення з навчань до пунктів базування залізницею та автомобільним транспортом.
У ході спільних навчань на території Білорусі російські розрахунки РСЗВ Східного військового округу на полігоні Обуз-Леснівський відпрацювали завдання із заняття та зміни вогневих позицій, після чого знищили бронетехніку та об'єкти умовного супротивника.
16 лютого міністр закордонних справ Білорусі Володимир Макей заявив, після завершення навчань у Білорусі не залишиться жодного військовослужбовця РФ і жодної одиниці техніки.